# Hazel Dell n.º 335
Hazel Dell n.º 335 es un municipio rural canadiense situado en la provincia de Saskatchewan.

## Superficie
Hazel Dell n.º 335 tiene una superficie de 1358,45 km².

## Demografía
En 2021, tenía 511 habitantes, una densidad poblacional de 0,4 hab./km², y 275 viviendas.